# Fumando Espero
Documentário que mostra a diretora e produtora Adriana Dutra tentando abandonar o vício. Sendo fumante, decide estudar o assunto e fazer o documentário "Fumando Espero" expondo todos os lados de um tema polêmico: o tabagismo. Primeiro longa-metragem de Adriana Dutra como diretora mostra trajetória do tabagismo na sociedade dos séculos XX e XXI, por meio de entrevistas com anônimos e celebridades – como Eduardo Moscovis, Carla Camurati, Scarlet Moon, Miúcha, Ney Latorraca, Rita Guedes entre outros – pontuam o filme. Formadores de opinião, artistas, pesquisadores, publicitários, funcionários públicos, advogados, vítimas da dependência, crianças, além de médico especialista e psicólogo, também falam de sua relação com a nicotina.
Lançado em 2009 e distribuído pela Gávea Filmes e selecionado para a 32ª Mostra São Paulo.

## Elenco
- Analice Gigliotti
- Sabrina Presman
- Siro Darlan
- Miúcha
- Carla Camurati
- Ney Latorraca
- Eduardo Moscovis
- Rita Guedes
- Scarlet Moon
- Herson Capri
- Neville D’Almeida
- José Ruy Dutra
- Fernanda Luz
- Monique Lafond
- Yolanda Cocoza Murta
- Caio de Souza Mendes
- Luiz Fernando Valentim de Souza
- Endel da Silva
- Elisa Henriques
- Maria Teresa dos Santos Guedes
- Robson da Costa F. da Silva
- José Alexandre dos Santos
- Maria Conceição Florentino
- Marcio Jaques
- Sueli Maria Wendling Noel de Souza
- Guilherme de Souza
- Victor de Souza
- Ida Gomes
- Mauro Zambone
- Conceição Lorenço
- Renato Mussi
- Karl Fagerstrom
- Martin Raw
- Alaíde Garcez Siqueira
- Adriana do Couto Faro

## Informações Técnicas
- Título no Brasil: Fumando Espero
- Título Original: Fumando Espero
- País de Origem: Brasil
- Gênero: Documentário
- Classificação etária: Livre
- Tempo de Duração: 104 minutos
- Ano de Lançamento: 2008
- Estréia no Brasil: 24/04/2009
- Estúdio/Distrib.:  Gávea Filmes
- Assistente de direção: Viviane Spinelli
- Roteiro: Adriana Dutra, Paula Dutra
- Produção: Carla Piske e Fabio Zambroni
- Produção executiva: Cláudia Dutra e Kátia Fernandes
- Direção de produção: Cláudia Dutra
- Co-produção: Inffinito Eventos e Produções Ltda
- Som: Bruno Fernandes
- Fotografia: Artur Almeida
- Câmera: Artur Almeida
- Assistente de câmera: Jorge Marcos dos Passos
- Continuidade: Viviane Spinelli
- Produção de elenco: Fabio Zambroni
- Direção:  Adriana L. Dutra
- Site Oficial:  http://www.fumandoespero.com.br